# Список послов СССР и России на Мальте
В статье представлен список послов СССР и России в Республике Мальта.

## Хронология дипломатических отношений
- 20 сентября — 31 октября 1964 года — установление дипломатических отношений на уровне посольств. Осуществлялись через Посольство СССР в Великобритании.
- 1 июля 1981 года — открытие посольств.

## Список послов
| Срок полномочий                     | Посол                         | Годы жизни | Вручение верительных грамот | Комментарии         |
| ----------------------------------- | ----------------------------- | ---------- | --------------------------- | ------------------- |
| СССР                                |                               |            |                             |                     |
| 30 октября 1967 — 12 мая 1973       | Михаил Николаевич Смирновский | 1921—1989  | 10 ноября 1967              | По совместительству |
| 12 мая 1973 — 19 ноября 1980        | Николай Митрофанович Луньков  | 1919—2021  | 8 февраля 1974              | По совместительству |
| 24 декабря 1980 — 22 октября 1981   | Виктор Иванович Попов         | 1918—2007  | 24 марта 1981               | По совместительству |
| 22 октября 1981 — 10 сентября 1987  | Виктор Николаевич Смирнов     | 1925—2000  | 5 декабря 1981              |                     |
| 10 сентября 1987 — 25 декабря 1991  | Владимир Яковлевич Плечко     | 1934—2015  |                             |                     |
| Российская Федерация                |                               |            |                             |                     |
| 25 декабря 1991 — 21 сентября 1994  | Валентина Ивановна Матвиенко  | 1949—      |                             |                     |
| 21 сентября 1994 — 20 сентября 1996 | Евгений Николаевич Михайлов   | 1947—      |                             |                     |
| 20 сентября 1996 — 30 апреля 1999   | Виктор Фёдорович Исаков       | 1932—      |                             |                     |
| 30 апреля 1999 — 5 августа 2002     | Сергей Сергеевич Зотов        | 1942—      |                             |                     |
| 5 августа 2002 — 27 февраля 2006    | Валентин Степанович Власов    | 1946—2020  | 28 ноября 2002              |                     |
| 27 февраля 2006 — 10 сентября 2010  | Андрей Евгеньевич Грановский  | 1949—      | 16 апреля 2006              |                     |
| 10 сентября 2010 — 12 декабря 2014  | Борис Юрьевич Марчук          | 1951—      |                             |                     |
| 12 декабря 2014 — 29 октября 2021   | Владимир Ардалионович Малыгин | 1950—      | 5 февраля 2015              |                     |
| 29 октября 2021 — настоящее время   | Андрей Георгиевич Лопухов     | 1958—      | 16 декабря 2021             |                     |